# Тодор Гиргинов
Тодор Гиргинов Стоянов (среща се и като Тодор Гергинов Гергинов) е български офицер, генерал-майор.

## Биография
Тодор Гиргинов е роден на 3 март 1870 г. в с. Лесичарка, Габровско. Бащата Гиргина Стоянов е земеделец и търговец-бакалия. Завършва основно образование в с. Лесичарка и средно в Габровската мъжка гимназия. Заминава при по-големия си брат Димитър, който живее в София и е секретар в Министерството на вътрешните дела. На 11 ноември 1890 г. постъпва на военна служба. През 1893 г. завършва Военното на Негово Княжеско Височество училище и на 2 август е произведен в първо офицерско звание подпоручик. Служи в Софийския крепостен батальон (1902). Учи в Николаевската генералщабна академия (Петербург-Русия) и завършва с отличен успех (1902 – 1905).
След завръщането си в България е назначен в 4-та пехотна преславска дивизия, която е формирана на 1 януари 1892 г. Състои от две бригади и един пехотен полк. Началник-щаб на 2-ра бригада формирана на 1 януари 1899 г. в град Варна с военно звание капитан е Тодор Гиргинов. Като офицер служи последователно във Видинския, Софийския крепостни гарнизони и в 3-ти артилерийски полк. През 1904 г. е член на изпитната комисия за запасни подпоручици 2-ри випуск на артилерийската школа. През следващата година е преподавател по тактика в същата школа. През 1905 – 1906 г. изпълнява длъжността редактор на „Военен журнал“ и „Войнишка сбирка“.
От месец септември 1906 г. е причислен, а в края на същата година е приведен към Генералния Щаб. Стажа си отбива през 1907 г. като командир на дружина в 8-и пехотен приморски полк и изпълнява длъжността началник-щаб на 2-ра бригада от 4-та преславска дивизия. След това е адютант в 4-та преславска дивизия, а през 1908 г. в 3-та военно-инспекционна област. През 1910 г. отново стажува в IX Конен полк. На следващата година е назначен помощник на началника на информационно–цензурната ”М“ секция при щаба на армията.
Като подполковник през 1912 г. е началник-щаб на III Пехотна дивизия. През 1916 г. е назначен с военно звание полковник на длъжността: „Заместник началник-щаб на армия във Военното министерство“.
На 31 октомври 1918 г. е произведен в чин генерал-майор. Според височайша заповед №10, § 1 на Канцеларията на Министерството на войната от 7 ноември 1918 г. е уволнен от служба по собствено желание и е зачислен в запаса 10-и по ред като заместник началник-щаб на артилерията.

## Военни звания
- Подпоручик (2 август 1893) 1
- Поручик (2 август 1896)
- Капитан (1903)
- Майор (15 октомври 1908)
- Подполковник (15 октомври 1912)
- Полковник (1916)
- Генерал-майор (31 октомври 1918)